# Orbiliomycetes
Classe
Ordre
Famille
Les Orbiliomycetes sont une classe de champignons du sous-embranchement des Pezizomycotina (embranchement des Ascomycota).
Un seul ordre, les Orbiliales, et une seule famille, les Orbiliaceae englobent tous les champignons de cette classe. Ils produisent de petites apothécies, minuscules coupelles de 1 à 3 mm, cireuses, de couleur claire et semi-translucides avec des asques et des ascospores minuscules. L'hymenium comporte des paraphyses souvent enflées en forme de massue à leur extrémité. La famille des Orbiliaceae, traditionnellement placées dans les Helotiales, a été exclue de cet ordre en fonction de preuves moléculaires. En 2003, l'ordre des Orbiliales et la nouvelle classe des Orbiliomycetes ont été proposés. Plus de 200 espèces d'Orbiliaceae ont été décrites dans le monde.

## Usage économique
Plusieurs souches d'Arthrobotrys ont été utilisées en lutte biologique contre les nématodes.

## Classification phylogénétique

### Phylogramme desOrbiliaceae
- Pezizomycotina
  - Orbiliomycetes
    - Orbiliales
      - Orbiliaceae
        - Hyalorbilia
          - Orbilia
            - Dreschleralla
            - Patinella
              - Gamsylella sp.
              - Arthrobotrys sp.
              - Dactylellina sp.

## Classification classique
Selon IRMNG (site visité le 25 avril 2022), le taxon ne compte qu'un seul ordre, Orbiliales, une seule famille,Orbiliaceae et 38 genres :
- Arthrobotrys Corda, 1839
- Brachyphoris J. Chen, 2007
- Candelabrella Rifai & R.C. Cooke, 1966
- Dactylariopsis Mekhtieva, 1967
- Dactylella Grove, 1884
- Dactylellina M. Morelet, 1968
- Dicranidion Harkness, 1885
- Didymozoophaga Soprunov & Galiulina, 1951
- Drechslerella Subramanian, 1964
- Dwayaangam C.V. Subramanian, 1978
- Fusariospora Gonz. Fragoso & Ciferri, 1927
- Gamsylella M. Scholler, G. Hagedorn & A. Rubner, 1999
- Gangliophragma C.V. Subramanian, 1978
- Genicularia Rifai & R.C. Cooke, 1966
- Geniculifera Rifai, 1975
- Golovinia Mekhtieva, 1967
- Hyalorbilia H.-O. Baral & G. Marson, 2000
- Laridospora A. Nawawi, 1976
- Monacrosporiella C.V. Subramanian, 1978
- Monacrosporium Oudemans, 1885
- Nematophagus Mekhtieva, 1975
- Orbilia E.M. Fries, 1849
- Pseudorbilia Ying Zhang, Z.F. Yu, Baral & K.Q. Zhang, 2007
- Trinacrium H. Riess in Fresenius, 1852
- Woroninula Mekhtieva, 1979

## Liste des ordres et non-classés
Selon NCBI (19 févr. 2012) :
- ordre Orbiliales
- non-classé Unclassified Orbiliomycetes